# چراغ گاز (نمایشنامه)
چراغ گاز (انگلیسی: Gas Light) یک نمایشنامه مهیج محصول ۱۹۳۸، در لندن دهه ۱۸۸۰، نوشته پاتریک همیلتون، رمان‌نویس و نمایشنامه‌نویس بریتانیایی است. نمایشنامه همیلتون داستانی تاریک از ازدواجی است که مبتنی بر فریب و نیرنگ است و شوهری متعهد شده‌است که همسرش را دیوانه کند تا از او دزدی کند.